# Белошапочный пёстрый голубь
Белошапочный пёстрый голубь (Ptilinopus dupetithouarsii) — вид птиц семейства голубиных. Его описал французский натуралист и хирург (Адольф-Симон Небу в 1840 году. Является эндемиком Французской Полинезии.

## Распространение
Белошапочный пёстрый голубь встречается на архипелаге Маркизских островов в восточной части Тихого океана и делится на два подвида со следующим распространением:
- Ptilinopus dupetithouarsii viridior — встречается на северных Маркизских островах (Нуку-Хива, Уа-Хука и Уа-Пу).
- Ptilinopus dupetithouarsii dupetithouarsii — встречается на южных Маркизских островах (Хива-Оа, Тахуата, Мохо-Тани и Фату-Хива).

## Статус
МСОП классифицирует вид, как не находящийся под угрозой исчезновения.

## Название
Видовое латинское название дано в честь Абеля Обера Дюпети Туарса (1793—1864), адмирала французского флота и командующего кораблем «Венера» во время кругосветного путешествия в 1836—1839 годах.